# تپه ممقلی۱
تپه ممقلی۱ مربوط به عصر آهن دو I- دوره هخامنشی است و در شهرستان دورود، بخش مرکزی، دهستان ژان، ۹۰۰ متری غرب روستای بهرام آباد سفلی واقع شده و این اثر در تاریخ ۲۳ بهمن ۱۳۸۵ با شمارهٔ ثبت ۱۷۱۹۵ به‌عنوان یکی از آثار ملی ایران به ثبت رسیده است.